# هات‌اسپات (وای-فای)

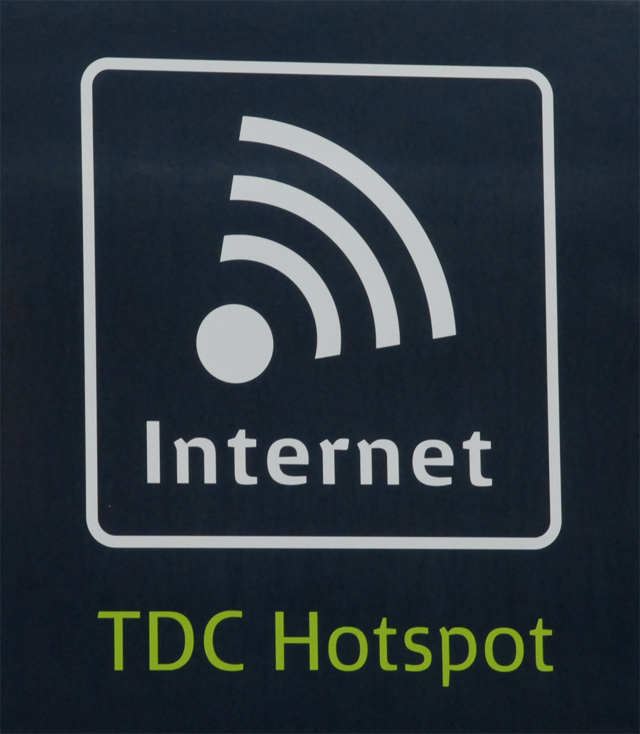
لوگو هات اسپات TDC

هات اسپات یا کانون داغ (به انگلیسی: Hot spot) مسیر هدایت و دسترسی به وای فای است. افراد عادی می‌توانند از طریق لپ‌تاپ، تلفن وای فای یا سایر وسایل قابل حمل به اینترنت دست رسی پیدا کنند. از صد و پنجاه میلیون لپ‌تاپ، چهارده میلیون PDA (دستیار مجازی شخصی)  و سایر وسایل وای فای که طبق تخمین در چند سال اخیر فروخته شده‌است اکثرشان امکان وای فای را دارند.
برای مسیرهایی که امکان باند پهن دارند، برای ارائهٔ خدمات بی‌سیم فقط نیازمند خرید یک AP و اتصال آن به باکس گیت وی (gate-way) هستیم. کانون‌های داغ معمولاً در رستورانها ایستگاه‌های قطار، فرودگاه‌ها، کتاب‌خانه‌ها، قهوه‌خانه‌ها، فروشگاه‌های کتاب، پمپ بنزینها، فروشگاه‌های خیلی بزرگ، سوپر مار کت‌ها و سایر مکان‌های عمومی استفاده می‌شوند. بسیاری دانشگاه‌ها و مدارس شبکه‌های بی‌سیم دارند.

## تاریخچه
اولین بار بر استوارت در کنفرانس نت ورد+ اینتروپ در مرکز موسکون سانفرانسیسکو در آگوست سال ۱۹۹۳پیشنهاد ایجاد هات اسپات‌های وای فای را مطرح کرد. او از کلمهٔ هات اسپات استفاده نکرد و مقصودش LAN بی‌سیم قابل دسترسی برای عموم بود. استوارت پس از آن در سال ۱۹۹۴ شرکت پلانکوم (برای ارتباطات LAN عمومی که بعدها به موبایل استار تغییر نام داد و بعدها بازوی هات اسپات تی-موبایل شد) و در ۱۹۹۶ شرکت وی پرت را تأسیس کرد. کلمهٔ هات اسپات را نوکیا پنج سال بعد از اولین بار که استوارت آن را مطرح کرد استفاده می‌کرد و رواج داد. در دورهٔ رونق «دات کام» و رشد بسیار زیادی که در سال ۲۰۰۰ اتفاق افتاد کمپانی‌های متعددی مثل wpmedia از شهر روستایی-کشاورزی کینگزتری اس سی به این فکر افتادند که وای فای تلفن باند پهن خوبی است. این کمپانی wpmedia Inc. بود که معتبرسازی سنجش و تعیین نرخ دامنهٔ عمومی وای فای را اختراع ترویج و ثبت رسمی کرد اما برنامه‌های این شرکت از چند صد مایل مربع اطراف فراتر رفت. تصور اولیه این بود که کاربران در هات اسپات‌ها بهای دست رسی باند پهن را می‌پردازند و به شبکهٔ بسیار گسترده و کامل می‌پیوندند. شرکت‌های تی موبایل و بویینگو با نرخ گذاری خدماتشان پولی به جیب زده‌اند اما بالای نود درصد بیش از سیصد هزار هات اسپات موجود، برای جلب مشتری خدمات رایگان می‌دهند. هات اسپات‌های رایگان هم چنان رو به رشد هستند شبکه‌های وایرلس که شهرها را پوشش می‌دهند مثل باند پهن شهرداری مثل قارچ زیاد شده‌اند. مونی وایرلس گزارش داده‌است که بیش از سیصد پروژهٔ امکانات شهری افتتاح شده‌اند.
طراحی‌های کاری متعددی برای هات اسپات‌ها ایجاد شده‌است ساختار نهایی بازار هات اسپات نهایتاً باید حقوق فکری و معنوی اولین معرفان طرح را به رسمیت بشناسند. پروژهٔ بیش از هزار ادعای کپی رایت مجاز و معلق در این زمینه در جریان است.

## کانون داغ تجاری
امکانات هات اسپات تجاری شامل این هاست:
- میک پرتال کپتیو (captive) که کاربران برای تعیین اعتبار و پرداخت قیمت به سرعت به آن هدایت می‌شوند.
- یک گزینهٔ پرداخت با استفاده از کارت اعتباری Pass, Bozii, Pay-pal یا سایر امکانات پرداختی
- یک باغ محصور (walled-garden) که اجازهٔ دسترسی به سایت‌های خاصی را می‌دهد.

بسیاری سرویس‌ها به هات اسپات‌ها امکان پرداخت را یا به صورت پرداخت ماهانه یا به صورت درصدی از پرداخت کاربر می‌دهند. Zone-cd قسمتی از Linux است که برای هات اسپات دهندگان خاصی که مایلند سرویس خود را پیاده کنند امکانات پرداخت فراهم می‌کند.
فرودگاه‌های بزرگ و هتل‌ها برای انجام خدمات شان به احتمال زیاد در خواست پیدا می‌کنند. بیشتر هتل‌ها به مهمانانشان خدمات رایگان می‌دهند و فرودگاه‌های کوچک و سالن‌های انتظار خطوط هوایی سرویس رایگان ارائه می‌دهند.
FON یک شرکت اروپایی است که اجازه می‌دهد کاربران باند پهن بی‌سیم شان را با هم به اشتراک بگذارند و پهنای باند اضافه به کاربران خارجی می‌فروشند. از آن جا که این می‌تواند نقض حقوق کاربران باشد. FON با بسیاری باندپهن فروشان و ISPها قرارداد دارد.

## هات اسپات وای فای رایگان
هات اسپات‌های رایگان به دو صورت عمل می‌کنند:
- استفاده از شبکهٔ عمومی راحت‌ترین راه ایجاد هات اسپات رایگان است. فقط یک روتر وای فای موردنیاز است. مشکل این جاست که دسترسی به روتر را نمی‌توان کنترل کرد.
- شبکه‌های عمومی بسته برای کنترل هات اسپات از سیستم مدیریت هات اسپات استفاده می‌کنند. این نرم‌افزار یا روی خود روتر عمل می‌کند یا از یک کامپیوتر خارجی برای آن استفاده می‌کند. با استفاده از این نرم‌افزار اپراتورها می‌توانند تنها به کاربران خاصی اجازهٔ دسترسی به اینترنت را بدهند و به دسترسی آزاد یک منو یا یک حد خرید لینک بدهند.

## مسایل امنیتی
بیشتر هات اسپاتها نا امن هستند. داده‌های کاربر خیلی روشن به اشتراک گذاشته می‌شوند چرا که همهٔ کاربران از طریق هات اسپات به اینترنت دسترسی دارند برخی هات اسپات‌ها به کاربران اعتبار اختصاص می‌دهند. این انتقال اطلاعات را امن نمی‌کند و پکت اسنیفر (packet sniffer)ها را از نمایش عمومی جریان اطلاعات بازنمی‌دارد. برخی مکان‌ها VPN را به عنوان یک حق انتخاب ارائه می‌دهند مثل وای فای گوگل. این روش هم بسیار هزینه بردار است.
دیگران مثل تی-موبایل یک امکان دانلود دارند که پشتیبانی wpa را خاص تی-موبایل ارائه می‌کنند. این با سیاست‌های شرکت در Cisco, IBM, hp گوگل و سایر شرکت‌هایی که راه حل‌های داخلی خود را دارند چندان مطابقت نمی‌کنند.
هات اسپات مسموم یک هات اسپات رایگان عمومی است که دزدان هویت یا سایر کاربران موذی به منظور دزدیدن اطلاعات خاصی که یک کاربر ارسال می‌کند در سیستم قرار می‌دهند. با استفاده از VPN می‌توان از آن جلوگیری کرد.